# عبدالعلی رحیمی مظفری
عبدالعلی رحیمی مظفری سیاستمدار ایرانی است. وی توانست در یازدهمین انتخابات مجلس شورای اسلامی با کسب ۳۷ هزار و ۷۷۱ رای از مجموع ۶۹ هزار و ۴۶۶ رای از حوزه انتخابیه سروستان، خرامه و کوار از استان فارس انتخاب گردید.